# Солонцовый (Новосибирская область)
Солонцовый — посёлок в Доволенском районе Новосибирской области России. Входит в состав Красногривенского сельсовета.

## География
Площадь посёлка — 32 гектара

## История
В 1965 году решением Новосибирского облисполкома от 29.05.1965 года №946 посёлок Сарыбалыкской фермы Доволенского совхоза был переименован в Граничный. Но, в 1966 г. указом президиума ВС РСФСР поселку было присовено название Солонцовый.

## Население
| 2002 | 2007 | 2010 |
| ---- | ---- | ---- |
| 197  | ↗200 | ↘176 |

## Инфраструктура
В посёлке по данным на 2007 год функционируют 1 учреждение здравоохранения, 1 образовательное учреждение.